# Герб Єврейської автономної області

Герб Єврейської автономної області

Герб Єврейської автономної області є символом Єврейської автономної області. Був прийнятим 31 липня 1996 року.

## Опис
Герб Єврейської автономної області являє собою геральдичний французький щит (відношення ширини до довжини 8:9) аквамаринового кольору, у верхній і нижній частинах якого розташовані вузькі горизонтальні смужки, що складаються з білої, блакитної і білої смужок, рівних між собою по ширині, що становлять 1/50 висоти герба й що символізують річки Біра й Біджан. У центрі герба зображений золотий уссурійський тигр із чорними смугами згідно з натуральним фарбуванням. Фігура тигра розгорнута вправо від глядача.
Аквамаринове тло персоніфікує колір безкрайньої далекосхідної тайги, сопок, лугів області. А зображений уссурійський тигр — символ незалежності й хоробрості.